# 鬼滅之刃角色列表
本列表列出日本漫畫家吾峠呼世晴的作品《鬼滅之刃》中的登場角色，並包含角色在電視動畫版的日本、台灣國語、香港粵語、中國大陸普通話版本配音員以及日本舞台劇版的演員。
香港粵語配音方面，分別有4個不同配音陣容參與的配音版本，包括「Viu版」、「TVB版」、「通版1」、「通版2」。除了《竈門炭治郎 立志篇》以及《無限列車篇 電視動畫版（第1集）》有雙粵語版本，其餘有製作粵語配音的動畫內容均只有一個配音版本。

## 主要人物
竈門炭治郎（／ Kamado Tanjirou）
配音（通常）：花江夏樹（日本）；錢欣郁（中華民國）；張振熙【Viu】／曹啟謙【TVB】／李震權【通版1】／陳啟熾【通版2】（香港）；星潮（中國大陸）
配音（童年）：佐藤聰美（日本）；錢欣郁（台灣）；幽舞越山（中國大陸）；陳姻岐【Viu】／雷碧娜【TVB】（香港）
演員（舞台劇）：小林亮太（第1～3作）→阪本獎悟（第4作～）
一名心地善良與正義感的少年，有著一頭深紅頭髮與紅色眼睛，左額上有著被燒傷的大片傷痕，耳上掛著日輪花紙耳飾。具有敏銳的「嗅覺」，能在與鬼的戰鬥中聞出破綻的氣味。尋找將被變成鬼的妹妹禰豆子恢復成人類的方法並為遇害的家人報仇，因此加入「鬼殺隊」。
竈門禰豆子（／ Kamado Nezuko）
配音：鬼頭明里（日本）；連婉鈞（台灣）；楊婉潼【Viu】／成瑤孆【TVB】／胡葆琳【通版1】／何凱怡【通版2】（香港）；沈念如（中國大陸）
演員（舞台劇）：高石明里（第1～2作）→高橋凱倫（第3作～）
炭治郎的妹妹，在與家人遭受鬼王鬼舞辻無慘的襲擊時，因為傷口沾染對方的血液在瀕死之際被變成「鬼」，經常在炭治郎與惡鬼戰鬥有危難時，保護炭治郎和其他人，是唯一只靠睡眠不吃人類來補充自身的體力的鬼，肉體不斷進化到克服了陽光，最後在珠世的療程變回人類，並且體內有對抗鬼化的抗體。
我妻善逸（／ Agatsuma Zenitsu）
配音：下野紘（日本）；江志倫（台灣）；杜景煜【Viu、通版1、通版2】／陳灝瑋【TVB】（香港）；李蘭陵（中國大陸）
演員（舞台劇）：植田圭輔
炭治郎的同期隊士，留著金色中短髮的圓眉少年，造型為制服上披著三角形圖案的黃色羽織。最初的髮色是黑色，據說有一次躲避桑島的訓練時躲在樹上卻被閃電劈中，從此變成金髮。日輪刀有稻妻圖案的刀紋，刀鍔為金色白木瓜型，刀柄為白色，目釘和柄頭為金色。
為人十分膽小懦弱，對自己極度沒有自信，常常說出自嘲的話，時時刻刻都認為自己馬上就要被殺，因為這樣經常糾纏女孩子要對方跟他結婚。雖然性格不討人喜歡但心地善良，會為朋友和女性挺身而出。喜歡禰豆子。
使用「雷之呼吸」，在過度緊張與恐懼之下會陷入沉睡狀態，以睡姿發揮出自身苦練的精湛劍術，但自己並不知道這件事情。雖然目前在雷之呼吸法的六種基本型當中只習得「壹之型·霹靂一閃」，但已有著宛如雷電般速度的斬鬼實力，並自創「柒之型‧火雷神」。此外，生來就擁有極佳的「聽覺」，能夠聽見心聲以及分辨人與鬼的聲音，甚至連在睡著的情況下也聽得到別人的對話，即使如此還是經常被人給欺騙。同時還擁有「絕對音感」，任何樂器的演奏只要聽一次聲音就能夠記住。無慘的勢力被消滅、鬼殺隊解散後，跟著竈門兄妹、伊之助返回竈門家的舊址生活，與禰豆子結為夫妻。曾孫為我妻燈子、我妻善照兩姐弟。
嘴平伊之助（／ Hashibira Inosuke）
配音：松岡禎丞（日本）；陳彥鈞（台灣）；陳啟熾【Viu】／黃啟昌【TVB】／周良鴻【通版1】／周倚天【通版2】（香港）；皇貞季（中國大陸）
演員（舞台劇）：佐藤祐吾
炭治郎的同期隊士，上半身赤膊且身材魁梧，經常戴著野豬頭套，頭套下的真面目是個如少女般美麗容貌的少年，性格極為好戰。在那田蜘蛛山一戰後從鐵穴森處得到刀刃為鼠藍色的日輪雙刀，但拿到刀後第一件事就是把刀刃砸爛成鋸齒狀，讓他為此感到很生氣。
初期性格粗暴與殘忍，為達成目的可以不顧周遭人的感受，通常是有話直說直接開打型。和炭治郎一起行動後開始有了戰鬥以外的思緒，對自己的變化感到困惑。雖然有著不服輸的性格，但是意外地很玻璃心。喜歡跟別人比力氣，口頭禪是「豬突猛進」和「肚子餓了」。
使用自創的我流「獸之呼吸」，精通二刀流。能以不同於一般男性的柔軟身軀配合著異常低的攻擊點戰鬥，彷彿真的像是在跟一頭四腳的野獸戰鬥。他的母親當年為保護他不被童磨殺害，將還是嬰兒的他丟下懸崖、活了下來。因為在山林中成長所以有著銳利的「觸覺」，所以能精確捕捉到尚未進入視野的對象之所在位置。受到心理打擊時，會發動「豬突猛進」，小幅提高體力與耐力。在無限城一戰與香奈乎一起擊敗了童磨，無慘的勢力被消滅、鬼殺隊解散後，跟著竈門兄妹、善逸返回竈門家的舊址生活。曾孫為研究青色彼岸花的生物科學家嘴平青葉。

## 鬼殺隊

### 產屋敷家
實際上是千年前與鬼舞辻無慘同一族的末裔。其族受到詛咒是因為無慘化為鬼的原因，導致家中的每個後裔（特別是男性）都會體弱多病並且容易早逝。即使其家族迎娶神官之女為妻來繁衍後代，但依然有幾個家族成員仍然無法活得夠久（指的是活過30歲以上）。因此其族建立鬼殺隊組織一直堅持著打倒無慘的悲願來解除詛咒。
產屋敷耀哉（／ Ubuyashiki Kagaya）
配音：森川智之（日本）；蔣鐵城（台灣）；何偉誠【Viu、通版1、通版2】／雷霆【TVB】（香港）；姜廣濤→常文濤（中國大陸）
演員（舞台劇）：廣瀬智紀
「產屋敷家」第97代當主，雛衣、日香、輝利哉、玖伊那與彼方之父，23歲。擁有一頭黑色中長髮，其臉部以上因族人的詛咒而嚴重毀容且雙眼失明。繼承祖先特殊的聲音、優秀的感知及看穿未來能力。也因此讓一族累積可觀的財富，多次避開重重危機。故事後期在無慘襲擊產屋敷宅邸時與之對抗，最終以犧牲自己、妻子天音、兩個長女雛衣與日香的代價來引爆炸彈摧毀宅邸重創無慘，臨終前將當主之位交給兒子輝利哉，並於次女玖伊那與彼方來輔佐對抗無慘。
產屋敷天音（／ Ubuyashiki Amane）
配音：佐藤利奈（日本）；馮嘉德（台灣）；李潤知【Viu】／黃穎誼→程文意【通版1】／羅婉楓【通版2】（香港）；喬菲菲（中國大陸）
產屋敷耀哉之妻，雛衣、日香、輝利哉、玖伊那與彼方之母，27歲。神官之女，擁有一頭白髮，容姿端麗的美人。故事後期在無慘襲擊產屋敷宅邸時，自願留著陪著丈夫耀哉，並在耀哉引爆炸彈摧毀宅邸重創無慘時跟著兩個長女雛衣與日香一同葬身於爆炸中，臨終前將當主之位交給兒子輝利哉，並於次女玖伊那與彼方來輔佐對抗無慘。
產屋敷輝利哉（／ Ubuyashiki Kiriya）
配音：悠木碧（日本）；錢欣郁（台灣）；顧詠雪【Viu】／詹健兒【TVB】（香港）；赵小双（中國大陸）
演員（舞台劇）：久家心
產屋敷家的長男，耀哉之子及其繼任者，以8歲之齡成為「產屋敷家」第98代當主。與母親和姊妹們容貌相似，遺傳自父親黑髮，初登場時左側帶有紫藤花的髮飾。在炭治郎等人參加最終選拔時擔任主考官。在雙親與兩名姊姊犧牲後繼承當主並在妹妹杭奈與彼方的輔佐之下對抗無慘，在鬼殺隊解散後資助炭治郎等四人的生活，結局時間點轉移至現代時是唯一倖存的產屋敷家成員。
產屋敷雛衣（／ Ubuyashiki Hinaki）、產屋敷日香（／ Ubuyashiki Nichika）
配音（雛衣）：花守由美里（日本）；馮嘉德→連婉鈞→錢欣郁（台灣）；陳子瑩【Viu】／張頌欣【TVB】／吳茵【通版2】（香港）；姜英俊（中國大陸）
配音（日香）：小澤亞李（日本）；錢欣郁→馮嘉德→連婉鈞（台灣）；梁珮瑤【Viu】／林元春【TVB】／成樂怡【通版2】（香港）；姜英俊（中國大陸）
演員（舞台劇）：高原華乃、遙里紗
產屋敷家的雙胞胎長女，遺傳自母親的白髮及容貌，雛衣右側帶有紅色繩結髮飾，日香左側帶有黃色繩結髮飾。故事後期在無慘襲擊產屋敷宅邸時自願留著陪著父親耀哉與母親天音，因此在雙親引爆炸彈摧毀宅邸重創無慘時跟著一同葬身於爆炸之中。
產屋敷彼方（／ Ubuyashiki Kanata）、產屋敷玖伊那（／ Ubuyashiki Kuina）
配音（彼方）：井澤詩織（日本）；連婉鈞（台灣）；羅婉楓【Viu】／劉惠雲【TVB】（香港）；姜英俊（中國大陸）
配音（杭奈）：高野麻里佳（日本）
演員（舞台劇）：柿澤由里亞
產屋敷家的雙胞胎幺女，遺傳自母親的白髮及容貌，彼方右側帶有紫藤花的髮飾，杭奈左側帶有多重花瓣的髮飾。在雙親與兩名姊姊犧牲、哥哥輝利哉繼承當主時輔佐他對抗無慘。

### 柱

故事中的鬼殺隊九位「柱」之劍士，從左至右為岩柱、霞柱、戀柱、炎柱、水柱、蟲柱、音柱、風柱与蛇柱

鬼殺隊中最高等級、实力最强之劍士，为組織的柱石，人员结构会由于包括伤亡或隐退等原因不时更替。若要成為柱的條件是打敗一只十二鬼月的成员或累積消滅五十隻鬼以上。
富岡義勇（／ Tomioka Giyuu）
配音：櫻井孝宏（日本）；陳彥鈞（台灣）；郭俊廷【Viu、通版2】／李致林【TVB、通版1】（香港）；趙毅（中國大陸）
演員（舞台劇）：本田禮生
鬼殺隊水柱，水之呼吸的使用者。21歲，沉著冷靜、不苟言笑的黑髮青年。為人孤傲且不擅言辭，被誤解為傲慢的人，但其實相當溫柔。鬼殺隊制服外套著左右兩邊花色不同的羽織，左邊是源自他好友錆兔的信物，右邊源自他姊姊蔦子的信物。日輪刀為青色，鐔為龜甲形狀。他認為自己不配當柱，但他能夠很熟練的使用水之呼吸的全十型，並自創第十一型。他是故事中首位登場的柱，在炭治郎被異變化的禰豆子襲擊時出現，即將斬殺禰豆子時被炭治郎阻止，對炭治郎的舉動做出嚴厲的斥責，之後放過禰豆子並指引他們到狹霧山去找尋培育者鱗瀧。在和無慘的最終決戰中，整支右手被無慘轟斷。漫畫最終話顯示其在現代的後代子孫為富岡義一。
胡蝶忍（／ Kochou Shinobu）
配音：早見沙織（日本）；馮嘉德（台灣）；植婉雯【Viu、通版2】／黃昕瑜【TVB、通版1】（香港）；龜娘（中國大陸）
演員（舞台劇）：門山葉子
鬼殺隊蟲柱，蟲之呼吸的使用者。18歲，帶著蝴蝶髮飾、把頭髮盤成夜會卷的少女，身材嬌小，時常保持著溫柔面孔。性格曾经好胜易怒，雙親被鬼殺死後和敬愛的姐姐香奈惠獲得悲鳴嶼行冥收留，在香奈惠被上弦之貳·童磨給殺害后学控制情绪，学会跟姐姐一样微笑待人，但从未平息对鬼的深沉憤恨。鬼殺隊制服外披著蝶翅紋圖案的羽織。日輪刀為紫色，刀身除刀尖以外沒有刀刃，相當輕巧。是唯一無法砍下鬼的腦袋的柱，但擅長以藤花為原料製造出劇毒，透過日輪刀注射，更能在刀身入鞘時以內置機關隨時調整毒的成分。精通藥學，管理著胡蝶屋，負責治療受重傷的隊員。後續在鬼殺隊討伐童磨時犧牲，為伊之助和香奈乎打倒童磨創造機會，之後靈魂和姊姊香奈惠與雙親重逢。
原本要和身為鬼的珠世合作極度憤怒，但是合作過程中體會到珠世的悔悟與醫術而服氣，改用人敬稱她，並且彼此精進了許多剋鬼藥物。
煉獄杏壽郎（／ Rengoku Kyoujurou）
配音（成年）：日野聰（日本）；蔣鐵城（台灣）；梁皓翔【Viu、通版1、通版2】／關令翹【TVB】（香港）；齊斯伽（中國大陸）
配音（童年）：伊瀨茉莉也（日本）；馮嘉德（台灣）；李潤知【Viu】（香港）；常蓉珊（中國大陸）
演員（舞台劇）：矢崎廣
鬼殺隊炎柱，炎之呼吸的使用者。20歲。有著一頭黃紅色相間的長髮的青年，雙眼有神。性格樂天，熱情如火，嗓音洪亮，但不太聽人說話。鬼殺隊制服外披著火焰圖案的羽織。日輪刀為紅色，鐔為火焰形狀。擁有出色的領導力和判斷力，很喜歡照顧他人，如同大哥一般，其他柱也給於他很高的評價。出生於殺鬼家族「煉獄家」。在無限列車事件偕同炭治郎等四人成功討伐魘夢，但被隨後前來追擊的猗窩座重創犧牲。
宇髄天元（／ Uzui Tengen）
配音：小西克幸（日本）；于正昇（台灣）；麥皓豐【Viu、TVB、通版1】／關承軒【通版1·前期】／蔡威賢【通版2】（香港）；楊天翔（中國大陸）
演員（舞台劇）：辻凌志朗
鬼殺隊音柱，音之呼吸的使用者。23歲。外貌为護額上有著許多鑽珠，左眼有化妝的壯碩美男子。有著「華麗」的口頭禪。鬼殺隊制服沒有袖子，也沒有披羽織。日輪刀外型橘色，刀身為兩把以鎖鏈連接的寬大雙刀。出身於忍者家族，擁有極快的敏捷速度，其身體具有很強的抗毒性，有著優秀的聽力。共有三位皆為女忍的妻子。在吉原花街篇失去左手和左眼。漫畫最終話透露後代為包含宇髓天滿在內的八人。
時透無一郎（／ Tokitou Muichirou）
配音：河西健吾（日本）；馮嘉德（台灣）；【Viu】／黃積權【TVB】／黃榮璋【通版1】／陳漢祺【通版2】（香港）；馬正陽（中國大陸）
演員（舞台劇）：奧田夢葉
鬼殺隊霞柱，霞之呼吸的使用者，是僅用兩個月就成為柱的天才少年。14歲。留著黑色長直髮，长相清秀，因為失憶而缺乏情感，日常走神且面无表情，後來在炭治郎的間接幫助下，成功得恢復了記憶，性格也有所改變。虽對別人沒什麼興趣，但十分尊敬對自己有恩的主公，對於擾亂主公的無禮之人會以懲處的方式來處置。鬼殺隊制服穿著相當寬鬆，日輪刀外型為偏為薄荷色的白色。实為繼國巖勝(上弦之壹·黑死牟)的后代。後續在討伐黑死牟的時候犧牲，之後靈魂與雙胞胎兄長時透有一郎重逢，兄弟倆共赴往生者的世界。
甘露寺蜜璃（／ Kanroji Mitsuri）
配音：花澤香菜（日本）；錢欣郁（台灣）；石梓晴【Viu】／何璐怡【TVB】／陳杞潼【通版1】／顧詠雪【通版2】（香港）；沈念如（中國大陸）
演員（舞台劇）：川崎愛香里
鬼殺隊戀柱，戀之呼吸的使用者。19歲。外貌為留著櫻色長髮髮尾綠色，扎成三束辮子的少女，兩邊眼角都有一顆淚痣。時常臉紅，性格温和，有點古怪，为人熱情且会欣赏他人，被忽視時會哭泣。鬼殺隊制服為敞胸上衣及短裙，外披白色羽織。日輪刀外型為粉色，刀身薄如蟬翼、長度也比一般日輪刀更長，揮刀時猶如在甩動鞭子。體質異於常人，其肌肉密度是一般人類的八倍。喜歡小芭內。後續在鬼殺隊討伐無慘時遭受重創，臨終前和小芭內互相表白情意。
伊黑小芭內（／ Iguro Obanai）
配音：鈴村健一（日本）；江志倫（台灣）；黃龍傑【Viu、通版1、通版2】／鍾見麟【TVB】（香港）；陳張太康（中國大陸）
演員（舞台劇）：宮本弘佑
鬼殺隊蛇柱，蛇之呼吸的使用者。21歲。身材較矮小，用繃帶纏住嘴、有著異色眼瞳的長髮青年，右眼的視力遜色於左眼，嘴巴有被撕裂開的傷痕。說話尖酸刻薄，不輕易相信外人，但很重視同伴。鬼殺隊制服外披著條紋圖案的羽織。日輪刀外型為紫黑色的焰形劍，如同蛇一般彎曲。身上纏繞著寵物，一條名為鏑丸的白色雄蛇能夠幫助自己在戰場中作為他的眼睛來作戰。喜歡蜜璃。後續在鬼殺隊討伐無慘時遭受重創，臨終前和蜜璃互相表白情意。過世後，鏑丸交給了實彌，實彌再轉手交給香奈乎。
不死川實彌（／ Shinazugawa Sanemi）
配音：關智一（日本）；陳彥鈞（台灣）；周倚天【Viu】／李鎮然【TVB、通版1】／譚禹晋【通版2】（香港）；郝祥海（中國大陸）
演員（舞台劇）：前田隆太朗
鬼殺隊風柱，風之呼吸的使用者，也是不死川玄彌的哥哥。21歲。銀白色刺蝟頭，身上布滿著許多傷痕，眼神凶狠的青年。性格非常粗暴凶悍，對鬼有很极大仇恨與敵意，强烈反对人鬼共存。鬼殺隊制服為敞胸设计，外披著背後寫有「殺」字樣的白色羽織。日輪刀外型為綠色。體質特殊，有著非常少見的稀血，其稀有程度能夠讓聞到氣味的鬼如同爛醉。出身家庭不睦，童年與母親、手足飽受父親虐待，父親被仇人刺死，母親則在某日鬼化殺害多數手足，實彌追趕鬼化的母親，造成被陽光曬及身軀的母親死亡。在討伐上弦之一·黑死牟時，被其呼吸法斬斷了右手食指和中指，且最後成功戰勝黑死牟時，弟弟玄彌最後傷重而亡犧牲，讓他悲痛不已，但還是隨後和鬼殺隊討伐無慘。在無慘死後為曾經針對炭治郎和禰豆子出手攻擊後者一事致歉，成為少數在炭治郎等人回鄉後仍保持聯絡的成員。後代為不死川實弘。
悲鳴嶼行冥（／ Himejima Gyoumei）
配音：杉田智和（日本）；黃天佑（台灣）；何家裕【Viu、通版1、通版2】／陳卓智【TVB】（香港）；圖特哈蒙（中國大陸）
演員（舞台劇）：Chanhe
鬼殺隊岩柱，岩之呼吸的使用者。27歲。有著僧侶風格的打扮，額頭上有一條極長的傷痕，雙眼全盲且時常流淚的黑髮巨漢。性格沉穩溫和。鬼殺隊制服外披著寫有「南無阿彌陀佛」字樣的棕色羽織，手上時常拿著佛珠。日輪刀為一把闊斧流星錘，中間有鎖鏈連接。戰鬥時會站在最前線指揮，在鬼殺隊中評價為實力最強的頂尖者。後續在鬼殺隊討伐無慘時遭受重創，臨終前靈魂與曾經在寺廟收容的孩子們重逢和獲悉當年的實情正式釋懷。

### 隊士
栗花落（／ Tsuyuri Kanao）
配音：上田麗奈（日本）；連婉鈞（台灣）；何凱怡【Viu】／凌晞【TVB】／楊婉潼【通版2】（香港）；阎么么→唐嶷（中國大陸）
演員（舞台劇）：舞羽美海（第1作）→內田未來（第2作～）
前花柱・胡蝶和蟲柱・胡蝶忍的繼子，「蝴蝶屋」的身體機能恢復訓練員。留著掛有蝴蝶髮飾的半邊斜馬尾，笑容滿面卻沉默的少女劍士。頭上的粉色蝴蝶髮飾為香奈惠的遺物。出身窮苦家庭，童年連同其他兄弟姊妹遭受眾多不堪的家暴(當時只有自己生還)，後來被雙親賣給人口販子不久被香奈惠與忍出手買走相救並且收留，為此對她們感念在心。
花之呼吸使用者，視力敏銳，肺活量極大，可以將訓練常用的巨大葫蘆吹爆。日輪刀為櫻紅色刀身、白色刀柄、紅色目釘，刀鍔刻有紅色丸型櫻花煙圖案。對抗童磨時因為使用「終之型·彼岸朱眼」造成右眼視力受損失明，大結局時和炭治郎結婚並育有後代。
不死川玄彌（／ Shinazugawa Genya）
配音：岡本信彥（日本）；蔣鐵城（台灣）；陳成港【Viu、通版2】／陳耀楠【TVB】（香港）；刘明月（中國大陸）
演員（舞台劇）：森田力斗（第1作）
岩柱・悲鳴嶼行冥的徒弟，同時也是風柱・不死川實彌的弟弟。留著深色雞冠頭，左臉有一道延伸至鼻頭的傷疤。
使用日輪刀並搭配一把雙管獵槍(其子彈是用日輪刀的材料所做成)戰鬥，但他無法使用呼吸法。所以靠著其強大的咬合力和特殊的消化器官，將鬼吃掉後自身體質會短暫變成鬼，在鬼殺隊中為難得一見的奇才。
胡蝶（／ Kochou Kanae）
配音：茅野愛衣（日本）；林美秀（台灣）；陳子瑩【Viu】／詹健兒【TVB】／李詩婷【通版1】（香港）；葉知秋（中國大陸）
鬼殺隊前任「花柱」，花之呼吸的使用者。胡蝶忍的姐姐，得年17歲，佩戴蝴蝶髮飾的長髮女子，性格和善，主張與鬼友好。
神崎葵（／ Kanzaki Aoi）
配音：江原裕理（日本）；錢欣郁（台灣）；梁珮瑤【Viu】／羅孔柔【TVB】／石梓晴【通版2】（香港）；趙雙（中國大陸）
演員（舞台劇）：牧浦乙葵
鬼殺隊士，因膽小而害怕上戰場，轉於「蝶屋敷」幫助負傷的隊士們進行療傷，執行訓練指揮的少女。在蝶屋敷內幾乎包辦一切雜項和工作，在執行訓練指導時會非常嚴格。使用「水之呼吸」。
村田（／ Murata）
配音：宮田幸季（日本）；蔣鐵城（台灣）；張添勝【Viu】／胡家豪【TVB】（香港）；李輕揚→粟大偉（中國大陸）
演員（舞台劇）：掛川僚太
鬼殺隊士，炭治郎的前輩，與富岡同期入隊。使用「水之呼吸」。
竹內（／ Takeuchi）
配音：千葉翔也（日本）；蔣鐵城（台灣）
鬼殺隊士，無限城決戰時，與村田和愈史郎並肩作戰。
島本（／ Shimamoto）
配音：石毛翔彌（日本）；江志倫（台灣）
鬼殺隊士，岩柱的柱訓練登場過，無限城決戰時，與村田和愈史郎並肩作戰。
野口（／ Noguchi）
配音：阿座上洋平（日本）；蔣鐵城（台灣）
鬼殺隊士，岩柱的柱訓練登場過，無限城決戰時，與村田和愈史郎並肩作戰。
後藤（／ Gotou）
配音：古川慎（日本）；于正昇（台灣）；郭湛深【Viu、通版2】／陳耀楠【TVB】（香港）；林帽帽（中國大陸）
鬼殺隊事後處理部隊「隱」成員，23歲。雖然他也是正式隊員，因缺乏戰鬥天賦，所以成為了「隱」。
前田正夫（／ Maeda Masao）
配音：島崎信長（日本）
鬼殺隊事後處理部隊「隱」成員，負責鬼殺隊隊服的製作，性格好色，在製作女性隊服方面為一己私欲設計得非常暴露，甘露寺蜜璃就是典型例子。

## 鬼殺隊相關者

### 培育者
鱗瀧左近次（／ Urokodaki Sakonji）
配音：大塚芳忠（日本）；李香生→孫中台（台灣）；黃志明【Viu】／招世亮【TVB】（香港）；李璐（中國大陸）
演員（舞台劇）：高木友之
鬼殺隊前任水柱，教導炭治郎與義勇等人水之呼吸的培育者。獨居於狹霧山，帶著天狗面具的神祕老人，腳程奇快且無聲，和炭治郎一樣嗅覺靈敏。
桑島慈悟郎（／ Kuwajima Jigorou）
配音：千葉繁（日本）；林谷珍（台灣）；盧傑群【Viu】／陳永信【TVB】（香港）；李銚（中國大陸）
演員（舞台劇）：星賢太
鬼殺隊前任鳴柱，教導善逸和獪岳雷之呼吸的培育者。臉上有一道大傷疤，右腳為義肢的老人。但卻因獪岳背叛鬼殺隊投靠鬼舞辻無慘而變成鬼，因此選擇切腹自盡向鬼殺隊謝罪，促使善逸在決戰時決心要跟獪岳做個了斷。
煉獄槙壽郎（／ Rangoku Shinjurou）
配音：小山力也（日本）；于正昇（台灣）；周鑫霆【Viu】／黎家希【通版1】（香港）；圖特哈蒙（中國大陸）
演員（舞台劇）：細見大輔
鬼殺隊前任炎柱，教導杏壽郎炎之呼吸的培育者。杏壽郎與千壽郎的父親，瑠火的丈夫。
繼國緣壹（／ Tsukiguni Yoriichi）
配音：井上和彥（日本）；宋克軍（台灣）；張振聲（香港）；周健（中國大陸）
呼吸法创始人，「日之呼吸」使用者，本作最強的劍士。戰國時代武家繼國家的次男，巖勝的雙胞胎弟弟，時透家族的祖先，出生时左额带有火焰形的深红色斑纹。在懷孕的妻子被鬼殺害後，經鬼殺隊的第21任炎柱的引薦下加入鬼殺隊，天生就擁有能使用全集中呼吸法和通透世界的能力，也是历史上唯一一个将鬼王鬼舞辻無慘給逼入绝境、觉醒斑纹后活过25岁的剑士。
與竈門家的祖先炭吉夫婦有着深厚交情，向他們演示日之呼吸（即竈門家世代传承的“火之神神乐”）并且將自己的日輪花紙耳飾贈給他們來繼承。

### 刀匠村
在刀匠村，刀匠都會帶著火男面具，姓氏中多半帶著鋼和鐵之類的字。
鋼鐵塚螢（／ Haganezuka Hodaru）
配音：浪川大輔（日本）；黃天佑（台灣）；李家傑【Viu、通版2】／鄧志堅【TVB】（香港）；瞳音→李銚（中國大陸）
演員（舞台劇）：佐藤祐吾（第1部）、奥田夢叶（第二部）
鬼殺隊的刀匠，為炭治郎的刀匠，37歲。戴著斗笠，斗笠上掛著好幾個風鈴的英俊男子，斗笠下戴著火男面具。性格死板，常常自顧自地講話。喜歡吃醬油團子。對刀異常執著，無法容忍任何損壞刀的行為（特別是炭治郎損壞或是弄丟刀的行為，無論他有什麼逼不得已的理由與詳細經過）。
鐵穴森鋼藏（／ Kanamori Kouzou）
配音：竹本英史（日本）；江志倫（台灣）；竺諺鴻【Viu、通版2】／劉奕希【TVB】（香港）；陳思宇（中國大陸）
演員（舞台劇）：千葉雅大
鬼殺隊的刀匠，為伊之助的刀匠和無一郎的現任刀匠。26歲，已婚。帶著火男面具，是個臉和眼睛十分細長，眼角有顆淚痣的男子。後來因為鐵井戶病故轉而接替擔任無一郎的新刀匠職責。
小鐵（／ Kotetsu）
配音：村瀨步（日本）；連婉鈞（台灣）；羅婉楓【通版2】（香港）
刀匠村居民，10歲，戴著火男面具的男孩。家族負責管理戰鬥用機關人偶「緣壹零式」。
鐵地河原鐵珍（／ Tecchikawahara Tecchin）
配音：屋良有作（日本）；蔣鐵城（台灣）；周鑫霆【通版2】（香港）
刀匠村村長，為忍和蜜璃的刀匠。戴著火男面具的矮小老人，鋼鐵塚的養父。面對鋼鐵塚總是為炭治郎打造出會容易斷掉的刀感到傷透腦筋，曾想過替他找別的刀匠。
鐵井戶（／ Tetsuseihou）
配音：斧篤志（日本）；孫中台（台灣）；袁德基【通版2】（香港）
鬼殺隊的已故刀匠，無一郎的前任刀匠，患有心脏病。生前了解無一郎所付出的努力，面對失憶的無一郎感到很擔心也很關注他，自己遺留下來的打造刀的方法由鐵穴森來繼承。

### 蝴蝶屋
寺內清、中原澄、高田菜穗（／ Terauchi Kiyo, Nakahara Sumi, Takada Naho）
配音（小清）：山下七海（日本）；馮嘉德（台灣）；廖杏茵【Viu】／陳皓宜【TVB】／陳姻岐【通版2】（香港）；姜英俊→蔡娜（中國大陸）
配音（小澄）：真野步（日本）；連婉鈞（台灣）；楊穎詩【Viu】／葉曉欣【TVB】／莫曉晴【通版2】（香港）；黑特→戈昕宇（中國大陸）
配音（菜穗）：桑原由氣（日本）；錢欣郁（台灣）；李明心【Viu】／劉惠雲【TVB】／吳茵【通版2】（香港）；幽舞越山（中國大陸）
演員（舞台劇）：本間汐莉、髙原華乃、遥りさ
蝴蝶屋的護理人員，以豆豆眼為特徵的童女三人組。都很喜歡溫柔且善解人意的炭治郎，經常全力幫助他進行「全集中・常中」的訓練。

### 培育者弟子
錆兔（／ Sabito）
配音：梶裕貴（日本）；宋昱璁（台灣）；嚴鎮華【Viu】／李凱傑【TVB】（香港）；陳張太康（中國大陸）
演員（舞台劇）：星璃
鱗瀧的弟子，炭治郎的師兄，義勇的同門好友。橘红色中長髮、右邊嘴角有一道傷疤的少年，帶著有傷疤的狐狸面具，在選拔中被手鬼給殺害。羽織由義勇所繼承。
真菰（／ Makomo）
配音：加隈亞衣（日本）；林美秀（台灣）；何寶珊【Viu】／陳皓宜【TVB】（香港）；闫夜桥（中國大陸）
演員（舞台劇）：其原有沙
鱗瀧的弟子，炭治郎的師姐。黑色中長髮的神秘少女，戴著臉頰有花朵圖案的狐狸面具，在選拔中被手鬼給殺害。

### 動物
鎹鴉（／ Kasugai Karasu）
配音（那田蜘蛛山篇）：高木渉、檜山修之（日本）；賈文安、于正昇（台灣）；王扶搖、凌睿（中國大陸）
配音（無限城篇）：鹽屋翼、神奈延年（日本）
用於與鬼殺隊總部聯繫的烏鴉，但我妻善逸的麻雀是一例外。各隊員都附有一隻，擁有極高智商，會用人語複述傳令（除了是隻麻雀的啾太郎以外其他全都是烏鴉），擁有自我意識也能夠對話。雖然從外表上看是無法區分的，但是各自的性格不同。
天王寺松衛門（／）
配音：山崎巧（日本）；江志倫（台灣）；張添勝【Viu】／張方正【TVB】（香港）；叮噹→陌上（中國大陸）
竈門炭治郎的鎹鴉，雄性。有些多話的性格。把炭治郎當作自己的徒弟。
五加木／啾太郎
配音：石見舞菜香（日本）；錢欣郁（台灣）；楊穎詩【Viu】／羅孔柔【TVB】（香港）；山新（中國大陸）
我妻善逸的鎹雀，雄性。被善逸取名為啾太郎，實際“五加木”為本名。由於不會說人話而無法傳達信息給善逸，但卻能跟炭治郎溝通。因家人被鬼殺死而自願加入鬼殺隊，所有鎹鴉們都很照顧它。
橡子丸
配音：島田敏（日本）
嘴平伊之助的鎹鴉，雄性。因為有18次以上差點被伊之助當成食物吃掉的經歷而躲起來不敢現身。
五十鈴
栗花落香奈乎的鎹鴉，雌性。
榛
配音：中尾隆聖（日本）；陳彥鈞（台灣）
不死川玄彌的鎹鴉，雄性。跟天王寺松衛門關係不好。
寛三郎
配音：山路和弘（日本）
富岡義勇的鎹鴉，雄性。雖然從外表上看不出來，但是實際非常年老，因此經常傳錯令，即使沒有傳令也在戰鬥中出現，使義勇為難。
艶
胡蝶忍的鎹鴉，雌性。
要
配音：千葉進步（日本）；江志倫（台灣）；周良鴻（香港）
煉獄杏壽郎的鎹鴉，雄性。
虹丸
宇髄天元的鎹鴉，雄性。跟天元一樣有帶著鑲嵌寶石的裝飾，鎹鴉中最灑脫的一隻。
銀子
配音：釘宮理恵（日本）；馮嘉德（台灣）；吳茵（香港）
時透無一郎的鎹鴉，雌性。特征為非常長的眼睫毛。非常溺愛無一郎到性格吃醋與兇悍，起初跟天王寺松衛門以及其他鎹鴉關係非常不好。
麗
配音：堀江由衣（日本）；連婉鈞（台灣）；王綺婷（香港）
甘露寺蜜璃的鎹鴉，雌性。頭上的有蜜璃風格的裝飾。
夕庵
伊黑小芭内的鎹鴉，雄性。
爽藾
配音：堀內賢雄（日本）；黃天佑（台灣）
不死川實彌的鎹鴉，雄性。
絶佳
悲鳴嶼行冥的鎹鴉，雄性。
產屋敷耀哉的鎹鴉
配音：速水獎（日本）；于正昇（台灣）
產屋敷耀哉的鎹鴉，雄性。語氣紳士，以“我輩”自稱，在鎹鴉中最能完整且流暢傳達正確的消息。
鏑丸
伊黑小芭内的白蛇。
肌肉鼠
配音：木村昴（日本）；江志倫、蔣鐵城（台灣）；圖特哈蒙、李蘭陵（中國大陸）
宇髄所差使的忍兽老鼠，擁有只单靠一隻就能抬起一把刀的力氣與力量。其主要责任是为負責执行任务的队士们送刀，也对自己的肌肉感到自豪與自恋感。

## 鬼
鬼舞辻無慘（／ Kibutsuji Muzan）
配音：關俊彥（日本）；于正昇（台灣）；陳健豪【Viu、通版2】／蘇強文【TVB、通版1】（香港）；夏磊（中國大陸）
演員（舞台劇）：佐佐木喜英
本作的核心反派角色，鬼的始祖與創立者，能用自己的血將人類變成鬼並且控制著對方。有着25至30歲左右、青年男子的外表，實際年齡超過一千歲。對所有的鬼具有生殺予奪和操縱的權能，能在接近對方時讀取其思考，但距離越遠就越不清晰，只能感覺到其大概的方向與位置（珠世、愈史郎和禰豆子是唯三成功脫離此能力的鬼）。
個性非常殘忍與無情，對正在找尋自己的人或是違逆自己意志的鬼都會立即處決，本性膽小懦弱怕死，害怕鬼會集思廣益殺害自己，所以幾乎禁絕鬼的群居，也不准他們在外人之前提及自己的姓名，否則就會細胞反噬而死，只有珠世看透並且極為蔑視。能夠完全擬態外表、性別、氣味等，擁有女人或少年等多個面目與容貌，但也害怕被殺不敢長期深交。
過去原為平安時代中的貴族青年，本是產屋敷的同族。由於出生時幾乎毫無氣息，儘管好不容易靠意志活下來卻罹患絕症，因為擔憂自己無法活得長久便請醫師治病，卻誤以為醫師給予自己的藥毫無作用便在盛怒之際手刃對方。雖然發現此藥物讓自己痊癒甚至更加強壯，只是伴隨著強烈的後遺症無法在陽光底下生活也產生吃人的慾望。後來從醫師留下的資訊得知「青色彼岸花」和藥物製作的方法，為了盡早找到「青色彼岸花」和克服陽光的方法，因此創造出「十二鬼月」和眾多的鬼手下代替自己來達成目的。隨著故事進展其包含「十二鬼月」在內的部屬陸續被鬼殺隊給討伐，最終自己也被鬼殺隊和珠世陣營聯合的戰術擊潰，身軀被太陽而曬崩壞而亡，死前將全部血液注射在炭治郎身上，試圖令其鬼化，並且其克服了太陽，但最後殘存意識以說服失敗告終。在單行本加筆漫畫補述其靈魂墜入地獄最底層的阿鼻地獄。

### 十二鬼月
直屬與效命於鬼王鬼舞辻無慘的最強的十二隻鬼，分為六位「上弦」與六位「下弦」。要分辨為鬼是否為十二鬼月成員的簡易方式就是看他們的眼球是否被鬼舞辻給刻上數字，其實力比一般鬼的實力極為強大，不是一般獵鬼人輕易打倒的。上弦的階級一般刻在雙眼，下弦則只有單眼刻有階級。兩階級間的實力差距極大且不甚来往與歧視對方，「上弦」有着輾壓三個鬼殺隊的「柱」剑士的實力；「下弦」虽能力不俗也容易被「柱」剑士給斩杀，故成员变动较为频繁，除了壹和先前被打倒的伍，其餘的下弦鬼都被以鬼舞辻給認定只需要上弦的存在的理由而遭受處決。成员若对自身阶级有异议亦可申请换位血战。唯獨獲勝的鬼可以支配或是宰割落敗者。

#### 上弦
黑死牟（／ Kokushibou）
配音：置鮎龍太郎（日本）；夏治世（台灣）；陳力航（香港）
上弦之壹，是上弦中的地位时间保持最久、也是最強的十二鬼月成员。少數變為鬼後仍保有人類時期記憶的鬼。與無慘是合作關係，而非像其他的十二鬼月是絕對的主從關係。外型為留著深紫色長馬尾，有著六隻眼的武士鬼，其左額與右下巴分別有著深紅色斑纹。使用「月之呼吸」，斬擊周圍會附帶有不規則的月刃斬擊。
人類時期的名字是繼國巖勝（／ Tsugikuni Michikatsu），戰國時代武家的長男，緣壹的孿生哥哥，亦是時透家族的祖先。在被岩柱悲鳴嶼行冥、風柱不死川實彌、霞柱時透無一郎和實彌的弟弟不死川玄彌討伐後，透露了對緣一的愛恨。
童磨（／ Douma）
配音：宮野真守（日本）；李世揚（台灣）；劉達斌（香港）；劉飛（中國大陸）
上弦之貳，白橡色般的長髮上有著潑血狀的花紋，瞳色為彩色，外貌俊美，臉上總是掛著笑容的鬼。認為女性能孕育子嗣的身體較為營養而喜吃女性。血鬼術是將自己的血液結成霧狀的「冰」，配合作為武器的兩柄金屬摺扇釋出粉狀凍風，讓吸入者的肺泡瞬間壞死使獵鬼人無法使用呼吸法。過去曾因緣際會救助伊之助的母親嘴平琴葉，但後來被琴葉查覺其真面目，因而將她給殺害吃掉。
人類時期出生於邪教萬世極樂教的宗教家庭，自幼因為特殊的瞳色和髮色，被父母和信徒視為神之子所供奉，被迫接收信徒的負面情緒，又經歷父親姦淫女徒被母親殺死且自盡的情境，成為了情感匱乏的心理變態，始終堅信將對方毫無殘留地吃光是為了讓人類獲得永生和解脫。與黑死牟是少數變為鬼後仍保有人類時期記憶的鬼。被蟲柱蝴蝶忍設計身中藤花劇毒、後遭香奈乎和伊之助討伐。靈魂與被他殺害的蝴蝶忍的靈魂相會，被蝴蝶忍譏罵而獨自前往地獄。
猗窩座（／ Akaza）
配音：石田彰（日本）；何志威（台灣）；陳漢祺【Viu】／陳仕文【通版1、通版2】（香港）；路揚（中國大陸）
演員（舞台劇）：蒼木陣
上弦之參，外型為粉色短髮，渾身肌肉且身上有著許多深藍色圓圈刺青的少年鬼。喜愛強者，對弱小的事物不屑一顧，且不會對女性出手，是上弦中唯一最少吃人的鬼。武術極強，非常擅長肉搏戰，再生能力驚人。血鬼術為透過在自己的腳邊展開像雪晶一樣，繪有「壹～拾貳」數字的陣勢「術式展開 破壞殺 羅針」，以及感應對手的「鬥氣」，依此做出反擊。攻擊型態分為「空式、亂式、滅式、腳式、碎式、終式」六種。
人類時期名字是狛治（／ Hakuji），由於出生時有牙齒，因此被人認為「鬼之子」，從小就為了病重的父親偷竊他人財物買藥，被抓後雙手被刺上罪人的紋身，回家卻發現父親為了不拖累他而上吊自殺，崩潰的狛治在街上跟人打架時被“素流”的師傅打昏帶回去，藉此認識了病重在床的戀雪，重新找回了生存的意義，開始一邊學習武術一邊照顧戀雪，兩人日久生情並定下了婚約，師傅也決定讓他繼承“素流”的道館，狛治去掃墓跟父親說近況後，回到道館得到的卻是師父和戀雪被隔壁道館的人毒殺的消息，再度崩潰的狛治為了尋仇殺了許多人，後被無慘發現成為了鬼，成為鬼後受人類時期影響厭惡弱者，認為弱者只會使用卑鄙的手段，即使忘了人類時期的記憶但仍然保留了一定程度的武士道精神。猗窩座被水柱富岡義勇和炭治郎討伐後，靈魂恢復成人類時期的模樣，經由戀雪陪同前往地獄贖罪。
半天狗（／ Hantengu）
配音：古川登志夫（日本）；孫中台（台灣）；張振熙（香港）
上弦之肆，額頭腫大，頭上有兩隻角，面容有如般若的老者鬼，性格膽小又愛哭，思考相當負面，平時翻白眼隱藏上弦的數字，說話會加上賭博的用語。血鬼術為只要被逼入絕境，保護他的強烈情感（喜怒哀樂）就會具現化分裂為實體出現扭轉劣勢，越處絕境便越強，只有砍掉本體的脖子才能與分身一同被消滅。人類時期是一名总做坏事却始终认为自己是弱者的竊賊。在即將被處決時被無慘所救的同時變成鬼。
積怒（／ Sekido）
配音：梅原裕一郎（日本）；孫中台（台灣）；張振熙（香港）
半天狗「憤怒」的分身，身披類似山伏的袈裟、手持錫杖的鬼，性格暴躁易怒，能力是從錫杖召喚雷電。
可樂（／ Karaku）
配音：石川界人（日本）；黃天佑（台灣）；張振熙（香港）
半天狗「快樂」的分身，赤裸上身、手持葉狀團扇的鬼，性格粗枝大葉，能用扇子搧出足以夷平屋舍的狂風。
空喜（／ Urogi）
配音：武內駿輔（日本）；江志倫（台灣）；張振熙（香港）
半天狗「喜悅」的分身，擁有鳥類翅膀和腳爪的鬼，性格狂妄輕浮，以震耳欲聾的音波作為攻擊手段。
哀絕（／ Aizetsu）
配音：齊藤壯馬（日本）；蔣鐵城（台灣）；張振熙（香港）
半天狗「悲哀」的分身，武人打扮、手持十文字槍的鬼，性格憂鬱沉默，能以槍刃使出銳利如刀的氣流攻擊「激淚刺突」。
憎珀天（／ Zouhakuten）
配音：山寺宏一（日本）；黃天佑（台灣）；張振熙（香港）
半天狗「憎恨」的分身，前四隻分身的合體型態，如果本體受到危機時，積怒會將其他三隻分身吸收化為合體，能力可以操控樹木。變身為背部有著雷神太鼓、手持S型鼓棒的青少年鬼，且四隻分身鬼的血鬼術都可以使用。
恨之鬼（ Urami no Oni）
配音：古川登志夫（日本）；孫中台（台灣）；張振熙（香港）
半天狗「怨恨」的分身，與本體外貌一樣的巨大分身，可以使用空喜的血鬼術，本體藏於心臟當中，作為保護自己的最後手段。
怯之鬼（ Kyou no Oni）
配音：古川登志夫（日本）；孫中台（台灣）；張振熙（香港）
半天狗「膽怯」的本體，只有野鼠般大小，脖頸卻有使日輪刀斷裂的硬度。
玉壺（／ Gyokko）
配音：鳥海浩輔（日本）；孫誠（台灣）；簡懷甄（香港）
上弦之伍，藏身於壺中，五官位置顛倒，從頭等處長出幾個小手臂的異型鬼。性格殘忍、自負，喜歡嘲諷他人。非常喜欢食用孩童與改造自己的身軀。血鬼術能從壺中召喚出各種不同的水中生物。脫皮後會曾自壺中脱出，露出的掌間有蹼、下半身為蛇的半人蛇怪。將自己所製作的壺視為藝術，也很瞧不起除了无惨以外的所有人事物，無法容忍別人損毀或是詆毀自己的壺。
人類時期名字是益鱼仪（ Īyui），在人類時期住在漁村，因為喜歡屠殺動物並將牠們的骨頭跟鱗片貼在壺上所以被村民們給歧視與厭惡，後來被逐出漁村的期間遇到無慘接受他給賜予的血液而成為鬼。後來在刀匠村篇對抗鬼殺隊和該地居民，被無一郎討伐。
妓夫太郎&墮姬（／ Gyuutarou、Daki）
上弦之陸，在吉原暗中活動的兄妹鬼，平時妹妹墮姬獨自行動，如果墮姬發生危險，妓夫太郎就會從她的身上出現。兩人總共合計喪送二十二個鬼殺隊「柱」剑士（妓夫是十五個人、墮姬則是七個人）。必須要同時砍斷兄妹的脖子才能被消滅。被音柱宇髓天元、炭治郎、善逸和伊之助討伐後，互相責怪用言語攻擊彼此，在前往地獄的路上妓夫太郎表示要跟墮姬走不同路，墮姬向他道歉，表示自己太不甘心才會說那些過分的話，她從來沒有嫌棄過他，並讓妓夫太郎回想起兩人人類時期的約定，兄妹倆的靈魂正式冰釋前嫌，一同前往地獄贖罪。
妓夫太郎（／ Gyuutarou）
配音：逢坂良太（日本）；孟慶府（台灣）；鄧港文（香港）；劉照坤（中國大陸）
演員（舞台劇）：遠山裕介
墮姬的哥哥，上半身為赤膊，留著黑綠相間中短髮的青年鬼，駝背且骨瘦如柴，其母親在懷孕之時感染梅毒，所以身上有許多醜陋的黑斑，牙齒也不平整。因為對自己醜陋的外貌感到自卑，相當嫉妒人類的完美，但把美麗的妹妹視作自己生命中最珍貴的寶物，相當保護她。焦躁時就會用爪子抓破皮膚。血鬼術是以兩把塗有劇毒的鐮刀使出如鐮鼬般的血鐮刀高速斬擊。人類時期出生在吉原的貧民窟「羅生門河岸」，後來發現自己很會打架因此開始當起討債人（妓夫太郎）。
墮姬（／ Daki）
配音（本體）：澤城美雪（日本）；龍顯蕙（台灣）；林芷筠（香港）；洪海天（中國大陸）
配音（分身）：伊藤靜（日本）；錢欣郁（台灣）；程文意（香港）；洪海天（中國大陸）
演員（舞台劇）：佐竹莉奈
妓夫太郎的妹妹，本名小梅，取自梅毒，外型為頭上插著花髻，左臉與右額各有著花朵刺青的女性鬼。性格高傲，極度厭惡醜陋的事物，卻並不嫌棄哥哥的外貌，非常依賴哥哥，其母親在懷孕之時感染梅毒，所以腦筋不靈活又暴躁易怒。平時以花魁型態隱藏于吉原，一旦分身腰帶鬼回到本體融合，頭髮由黑色轉為銀色，眼睛顯現代表上弦之陸的文字。血鬼術是將衣服的帶子灌輸自己的意識操控發動攻擊，甚至可以藏匿物品，為了不在吃人時暴露真身會用帶子分身在各處抓想吃的人類並將其藏匿於地底深處。
人類時期的名字梅（／），是來自導致母親去世時染上的梅毒，出生在吉原的貧民窟「羅生門河岸」，因為自己有讓眾人所矚目的美貌讓哥哥妓夫太郎覺得很欣慰。
鳴女（／ Nakime）
配音：井上麻里奈（日本）；馮嘉德（台灣）；鄭家蕙（香港）
演員（舞台劇）：丹下真寿美
鬼舞辻無慘的近侍，为披着黑色長髮、中分瀏海遮住上半脸的女鬼，沈默寡言，因為總是拿著琵琶而被稱為「琵琶女」，在半天狗死後成為新上弦之肆。血鬼術是能透過彈奏手上的琵琶用來召喚任何的鬼來到異空間·無限城，以及可以改變無限城內部的空間，並且可以召喚鬼眼球進行監控。無限城決戰篇受命牽制鬼殺隊，後來因為受愈史郎的操作而被無慘所殺，以致戰場來到地面。人類時期是一位沒名氣的藝伎，丈夫只會賭博，生活過得相當痛苦，某日發現丈夫為賭博將自己演奏用衣服拿來典當，一氣之下將其用鐵鎚打死。
獪岳（／ Kaigaku）
配音：細谷佳正（日本）；陳彥鈞→黃天佑（台灣）；袁德基【Viu】／張方正【TVB】（香港）；塗小鴉（中國大陸）
演員（舞台劇）：千葉雅大
留着黑短髮，頸部和手臂掛著藍色勾玉的少年鬼，在無限城決戰篇中成为新上弦之陆。原為鳴柱·桑岛慈悟郎的弟子，亦是我妻善逸的师兄。性格自私且嫉妒他人，對不認同自己的人即为「惡」。幼年是個孤兒，曾被悲鳴嶼行冥給收留，后来成为慈悟郎的弟子兼善逸的师兄。在雷之呼吸法的六種基本型當中只習得貳之型~陸之型(只有壹之型學不會)，之后在一次战斗中遇到黑死牟，深知自己不敵對方便求饒。黑死牟在得到無慘的同意便將自己的血液分給他並使其墮落成鬼，用血鬼術強化雷之呼吸並將其變為黑色。是造成行冥收留孤兒的寺廟遭鬼襲擊和令慈悟郎引咎自盡的罪魁禍首。無限城決戰篇與善逸重逢展開對決，但最終被善逸使用自創的雷之呼吸法柒之型斬首，死前被愈史郎嘲諷其心術不正招致一無所有的結局。

#### 下弦
魘夢（／ Enmu）
配音：平川大輔（日本）；劉傑（台灣）；周良鴻【Viu】／梁偉德【TVB】／張裕東【通版1】（香港）；姜廣濤（中國大陸）
演員（舞台劇）：掛川僚太（第2作）、内藤大希（第3作）
下弦之壹，外型為黑色中長髮，穿著洋服、偏向青年型的男鬼，本體則是有著數百個刻有「夢」字眼球的巨大肉塊。不知為何，此角色亦是唯一一位與主角團戰鬥卻沒有走馬燈的鬼。
最喜歡看目標與對方無法承受住與深陷於淒慘、恐懼、悲傷、絕望、自責、愧疚、悔恨與罪惡感之中，甚至承受不住深處於地獄、夢魘跟惡夢般的痛苦和深感絕望之中處於自暴自棄的狀態下為樂。
當自己目睹無慘處決其他的下弦時沒有表現出絲毫畏懼的模樣，所以被他給相中並給予獲得其大量的血液去執行獵殺炭治郎與鬼殺隊的柱的任務。
其血鬼術能夠把目標和對手給催眠並且讓其陷入沉睡，也可以操縱目標和對手的夢境藉此製造出美夢、惡夢或是怪夢等夢境，透過錐子破壞精神核心使目標殘廢並殺害。唯一能破除此血鬼術、得以甦醒過來的方法就是在夢中自盡（指的是受中此招者要在夢境中砍自己的脖子藉以自刎才能在現世得以甦醒）。最終在無限列車篇被鬼殺隊討伐。
轆轤（／ Rokuro）
配音：楠大典（日本）；陳彥鈞（台灣）；楊默（中國大陸）；陳力航【Viu】／蕭徽勇【TVB】（香港）；楊默（中國大陸）
下弦之貳，外貌為留著中長髮，額頭至手部有著血紋刺青，下巴蓄著鬍子的中年男鬼。在無慘一一處決其他下弦時，由於向無慘懇求更多血液使自身變強來替無慘效力，被無慘認為是在對他下達指示的理由而遭受處決。
病葉（／ Wakuraba）
配音：保志總一朗（日本）；江志倫（台灣）；塗小鴉（中國大陸）；孫國統【Viu】／胡家豪【TVB】（香港）；塗小鴉（中國大陸）
下弦之參，外貌為圍圍脖，額頭和臉頰兩側有十字傷痕的短髮男鬼。雖然自己最近好不容易成為下弦也想著今後的打算，但在目睹無慘處決兩個下弦之時怕被處決並以自身超高速的能力試圖逃離城內，但後來被無慘給抓住時身首異處，其後也目睹下弦之貳被無慘給處決，並認為下弦之壹也會有同樣的處境。
零余子（／ Mukago）
配音：植田佳奈（日本）；馮嘉德（台灣）；常蓉珊（中國大陸）；簡森【Viu】／陳琴雲【TVB】（香港）；常蓉珊（中國大陸）
下弦之肆，外貌為穿著掛有毛圍脖和服，頭上長一對角的少女鬼。在無慘決定要處決所有的下弦之時，被無慘讀出與質問每次看到鬼殺隊「柱」剑士時都會逃跑藉此逃避跟他們的戰鬥的行經時，因為反駁無慘的說法而遭受處決。
累（／ Rui）
配音：內山昂輝（日本）；賈文安（台灣）；李震權【Viu】／黃積權【TVB】（香港）；彭尧（中國大陸）
演員（舞台劇）：阿久津仁愛
下弦之伍，蜘蛛鬼。外型矮小的白髮男孩鬼，平時會用頭髮遮住左眼以隐藏下弦身分。是唯一獲得無慘的允許跟其他鬼建立組織的十二鬼月，在鬼中是特殊的存在。人類時期原本是黑髮，卻因為体弱多病的緣故無法在外面得以行走。後來被擁有同樣情景的鬼舞辻所同情並且在接受他的血轉变为鬼。在看見禰豆子誓死保護哥哥的樣子讓他渴望真正的家人羈絆。
雖然自己的血鬼術一度將炭治郎兄妹給逼入絕境，但在炭治郎用火之神神樂與彌豆子的血鬼術給燒掉自己的絲線以及自身的招式刻線輪轉被前來助陣炭治郎兄妹的富岡以水之呼吸·拾壹之型·凪給輕易破解並且還沒反應之下就被他給斬首。
血鬼術是從手中使出比日輪刀還要堅硬的蜘蛛絲線，能用自身血液讓線硬度超越鋼鐵，在出招時手部會呈現紅黑色狀態。
釜鵺（／ Kamanue）
配音：KENN（日本）；蔣鐵城（台灣）；郝祥海（中國大陸）；潘昀雋【Viu】／李凱傑【TVB】（香港）；郝祥海（中國大陸）
下弦之陸，臉上刻有工字刺青，穿著波浪羽織的少年鬼。在無慘決定要處決所有的下弦之時，因為被無慘給讀出自己偷偷埋怨他的想法，因此在其他下弦的面前當場被處決。

### 反鬼派
已變成鬼的身份，和禰豆子一樣保護人類並对抗无惨的特殊派系。
珠世（／ Tamayo）
配音：坂本真綾（日本）；馮嘉德（台灣）；陳雪瑩【Viu】／曾秀清【TVB】（香港）；山新（中國大陸）
演員（舞台劇）：舞羽美海
穿著和服的美麗女鬼，年齡超過五百歲，因為喪子之痛和鬼舞辻無慘產生血海深仇，看透並蔑視鬼舞辻無慘的懦弱本性。可以隨意操縱自己身體的血液，血鬼術名稱為惑血（／），能透過弄傷自己的身體出血來發動，讓自己的血發出香味讓对方出現幻覺使其无法动弹，亦可引诱其提供情报，但是气味所及範圍會造成無差別腦細胞破壞。
數百年前在人類時期組成家庭，但是自己因為罹患絕症被醫生所診斷自己將會無法活著看到孩子成長，所以被鬼舞辻給欺騙變成鬼手刃家人與孩子。由于精通医学的緣故曾被迫成為无惨的近侍，在劍士缘壹將鬼舞辻給逼入絕境時因控制減弱而得到解放，事後答應缘壹协助鬼杀队打败鬼舞辻。
此后隐居成为一名医生負責幫人類治病，用醫理推斷鬼其實是人類肉體的異變型態，因此用醫術成功讓自己和愈史郎只用少量血肉就能存活。並且委託和答應炭治郎跟自己建立合作，並以彌豆子的血液為基礎，蒐集十二鬼月成員的鮮血作為研究，製作出使鬼恢復人身的解藥，之後和忍合作，研發出不知不覺深入骨髓全身才發動的殺鬼劇毒；讓鬼急速老化、無法分裂、細胞破壞的三毒素。決戰中對抗鬼舞辻時犧牲自己的代價將上述藥物打入對方體內，並在毒素發作時用殘餘的意志嘲諷蔑視鬼舞辻的無知愚蠢。
醫術毒術高超，讓心高氣傲的胡蝶忍自嘆弗如，稱謂不用鬼而是人尊敬她。
愈史郎（／ Yushirou）
配音：山下大輝（日本）；江志倫（台灣）；【Viu】／李安邦【TVB】（香港）；胡霖（中國大陸）
演員（舞台劇）：佐藤永典
對珠世抱持敬愛之情的青年鬼（实际年齡约三十五歲），脾气傲嬌，毒舌不饒人，讨厌任何和珠世接触的人。人类时期因身患绝症受珠世治疗而自愿變成鬼，此后成为珠世的得力助手學習醫術，只需飲用少量的血液就可存活。血鬼術為纸眼（／），將血畫在紙上成符咒，可以強化視線、隱身、遮蔽他人視線、與戰友共享視線、讓人看見平常看不到的東西，用手插入鬼的腦部控制其行動。
決戰中幫助鬼殺隊對抗鬼舞辻一夥，在珠世為了拖住無慘而犧牲後，抱持著悲憤的決心協助鬼殺隊控制鳴女將無限城拉至地面，並成為強力的醫療後援，在鬼舞辻被消滅後與炭治郎一行人道別，結局隱居在世間以畫家的身份活躍，寄情繪畫以弔唁珠世。
茶茶丸（ Chachamaru）
珠世飼養的愛貓。三色貓。上背有小木盒，用來裝東西或運送書信用。因為愈史郎的血鬼術，在喵叫聲之前是看不見的，第二聲時會再次隱身。決戰中珠世事先將牠變成鬼，以免死亡。

### 蜘蛛鬼家族
由下弦之伍·累四处拼凑而来且没有血缘关系，棲息於那田蜘蛛山的家庭组织。其家族成員原本是個實力弱小的鬼，但獲得累的血可以使用血鬼術來對付獵鬼人，一旦违背累的命令、犯下錯誤或是背叛家族的成员都會受到處分和處刑。
蜘蛛鬼「母亲」（ Kumooni (Haha、Okāsan)）
配音：小清水亞美（日本）；穆宣名（台灣）；莊巧兒【Viu】／劉惠雲【TVB】（香港）；閻麼麼（中國大陸）
演員（舞台劇）：髙原華乃
家族首位登場的成員，原本是個少女鬼，扮演「母亲」的角色。血鬼術是讓米粒狀的小蜘蛛附著在對方或衣服上並且吐出絲線，被附著者就會變成無法反抗任憑擺佈的「傀儡」，只有直接消滅蜘蛛和操縱傀儡的鬼才能擺脫束縛。後來在蜘蛛山事件被憐憫其際遇的炭治郎以不讓她感受痛苦的「水之呼吸伍之型.乾天的慈雨」斬殺，臨終前感謝炭治郎讓她解脫。
蜘蛛鬼「哥哥」（ Kumooni (Ani)）
配音：森久保祥太郎（日本）；黃天佑（台灣）；黃尉斯【Viu】／李凱傑【TVB】（香港）；劉明月（中國大陸）
演員（舞台劇）：鳥居留圭
頭的部分是人但下半身是蜘蛛的異形鬼，身上帶有一股刺鼻的惡臭。血鬼術是能把自身的毒和蜘蛛手下的毒注入對方的體內，並在四小時後將其變成聽命於自己的「人面蜘蛛」，此外也可以從口中吐出具有強酸性的斑毒痰。
蜘蛛鬼「姐姐」（ Kumooni (Ane)）
配音：白石涼子（日本）；連婉鈞（台灣）；成樂怡【Viu】／葉曉欣【TVB】（香港）；閆夜橋（中國大陸）
演員（舞台劇）：遙りさ
外表為身著白衣的少女鬼，表面上看起來很重視家人，但是實際性格很自我中心，為了保命可以背叛自己的同伴。血鬼術是擁有能從手掌噴出絲線將對手包覆成會溶解其的繭。後來在蜘蛛山事件被忍以附帶藤花毒素的刀殺死。
蜘蛛鬼「父亲」（ Kumooni (Chichi、Otōsan)）
配音：稻田徹（日本）；林谷珍（台灣）；盧澤民【Viu】／葉振聲【TVB】（香港）；楊默（中國大陸）
演員（舞台劇）：夛田將秀
外型為有著蜘蛛臉孔的巨漢鬼，唯一臉孔不像人類的成員，一旦癫痫發作就會毆打「母親」，沒有理性和智能。血鬼術是擁有超乎尋常的體能和恢復力，能通過蛻皮得到強化的力量。
蜘蛛鬼「大姊」（ Kumooni（Choushi））
配音：伊藤加奈惠（日本）；穆宣名（台灣）；姜嘉蕾【Viu】／魏惠娥【TVB】（香港）；黑特（中國大陸）
動畫原創角色，只把「姊姊」當成自己真正的妹妹。過去是蜘蛛鬼家族的成員之一，但後來發現家族是累所拼湊的群體，加上自己並不想過著被監視的生活，因此跟「姊姊」透露家族的真面目邀她跟自己逃走卻受到對方的背叛，最後被累給處罰而被吊起來任由日光所照射而亡。

### 其他鬼
佛堂鬼（／ OdōnoOni，寺廟鬼、祠堂鬼）
配音：綠川光（日本）；歐祖豪（台灣）；陳漢祺【Viu】／梁偉德【TVB】（香港）；傅晨阳（中國大陸）
演員（舞台劇）：星賢太
炭治郎在禰豆子以外第一個遇到的鬼，被炭治郎和禰豆子在一間佛堂目睹自己正在吃人的情景轉而攻擊他們。
手鬼（／ Teoni）
配音（通常）：子安武人（日本）；馬伯強（台灣）；蘇裕邦【Viu】／鍾見麟【TVB】（香港）；胡霖（中國大陸）
配音（童年）：豐崎愛生（日本）；林美秀（台灣）；簡森【Viu】／陸惠玲【TVB】（香港）；黑特（中國大陸）
演員（舞台劇）：竹村晋太朗
身體纏繞大量手臂的異形鬼。由於在過去被前任水柱鱗瀧抓获並且關在最终试炼的场所中，因此對鱗瀧產生仇恨的同時在此期间殺害包括他的十三個弟子在内的五十個人。
沼鬼（／ Numanooni）
配音：木村良平（日本）；梁興昌（台灣）；黃榮璋【Viu】／麥皓豐【TVB】（香港）；郭浩然（中國大陸）
穿著忍者服裝的青年沼鬼。能分裂成有自主意識的三個鬼，生氣的時候會磨牙。喜好捕食年滿16歲的少女並且收集她們的髮飾作为戰利品。
血鬼術是可以在任何地方自由製造出沼澤空間捉住目標將其拖入地底中。
矢琶羽（／ Yahaba）
配音：福山潤（日本）；孟慶府（台灣）；伍博民【Viu】／關令翹【TVB】（香港）；林帽帽（中國大陸）
演員（舞台劇）：星乃勇太
鬼舞辻的手下之一，身着僧侶服、青年模样的箭頭鬼，雙眼閉合，有著重度潔癖的神經質。
血鬼術為「紅潔之箭」，利用手掌上的眼珠顯示箭頭的方向來操縱一般人無法看見的紅色箭紋來攻擊對手。
朱紗丸（／ Susamaru）
配音：小松未可子（日本）；雷碧文（台灣）；顧詠雪【Viu】／張頌欣【TVB】（香港）；叶知秋（中國大陸）
演員（舞台劇）：西分綾香
鬼舞辻的手下之一，身著和服、短髮童女模样的手毬鬼，總是以玩弄對手為樂。
血鬼術為操縱手中的手毬進行攻擊，可变为六臂以增加攻击的球数，手毬的威力可以大到足以輕易破壞建築物。
響凱（／ Kyougai）
配音：諏訪部順一（日本）；吳文民（台灣）；鄧燦陽【Viu】／劉奕希【TVB】（香港）；傅晨陽（中國大陸）
演員（舞台劇）：高木友之
前「下弦之陸」，鼓鬼，常以「小生」來自稱。因為吃人的能力退化而被鬼舞辻給逐出十二鬼月。人類時期是一名文筆作家，业余爱好是敲鼓。因所写的作品不受待见而耿耿于怀，为寻求灵感而变成鬼，最终怒杀长期侮辱自己的作品的編輯不久就舍弃身为人类的道义。後來炭治郎在戰鬥中察覺他會特意保護自身作品的小動作，將其討伐並肯定其技能實力，令響凱釋懷消逝。
血鬼術是敲擊嵌在身上的六個大鼓後可以改變建築物內部空間以及憑空使出爪擊。
姑获鸟（／ Ubume）
前「下弦之壹」，衍生轻小说《风之道标》的角色。面容姣美、身材瘦小的女鬼，披着黑色长发并扎着彼岸花。常带着如慈母般的神情与笑容，喜好捕食有过家暴经历的孩童，能将对方給操作成無法忤逆自己的傀儡。
血鬼術是通过特制的香炉散发异香让對手产生幻觉，此外也有着优秀的格斗技能。
人类时期的名字为弥荣（／ Yae），因长期受到家暴导致精神失常，先后杀掉丈夫与罹患重病的女儿，最后遇到鬼舞辻而堕落成鬼。
佩狼（／ Hairō）
前「下弦之贰」，衍生漫画《炼狱杏寿郎外传》的角色。身着白军装、外披黑袍的青年鬼，會使用步枪、机枪、雷管等热兵器來作战，愤怒时会用枪打爆自己的头以冷静下来。
血鬼術是用影子将對手束缚或拖入影子内的异空间，也能进行瞬間移動或是召唤狼型怪物进行攻击，能全身缠绕影子变为狼兽人型态。
人类时期为某武士组织的成员，由於時代變遷使組織不再被政府軍所重視，因拒绝上缴佩刀被槍毙后堕落成鬼而背弃武士道。

## 親屬相關者

### 竈門家
竈門炭吉（／ Kamado Sumiyoshi）
配音：野島裕史（日本）；黃天佑（台灣）；張振熙【通版2】（香港）
竈門家的祖先，朱彌子的丈夫，繼國緣一的摯友，從緣一那裡傳承日輪花紙耳飾。
竈門朱彌子（／ Kamado Suyako）
配音：福圓美里（日本）；馮嘉德（台灣）；成樂怡【通版2】（香港）
竈門家的祖先，炭吉的妻子，繼國緣一的摯友。
竈門炭十郎（／ Kamado Tanjuurou）
配音：三木真一郎（日本）；黃天佑（台灣）；楊耀泰【Viu】／李錦綸【TVB】／鄧肇基【通版1】（香港）；陳思宇（中國大陸）
演員（舞台劇）：廣瀬智紀
炭治郎與禰豆子的父親，故事開始前就已過世。炭治郎戴著的日輪花紙耳飾是他的遺物，在炭治郎還小的時候就長期臥病在床，但仍會在每年年初為火神獻上「神樂舞」。沒有任何情緒起伏，被炭治郎形容是個「像植物一樣的人」，疑似天生便有斑紋，並且具有通透的能力。
竈門葵枝（／ Kamado Eki）
配音：桑島法子（日本）；馮嘉德（台灣）；羅婉楓【Viu】／梁少霞【TVB】／許盈【通版1】（香港）；常蓉珊→蘭酒（中國大陸）
演員（舞台劇）：舞羽美海（第1作）、丹下真壽美（第2·3作）
炭治郎與禰豆子的母親，典型的農家婦女，由於丈夫臥病在床因此一人擔起撫養六個孩子的責任。故事開始時在炭治郎外出賣碳期間，連同多數孩子遭遇無慘襲擊，除了禰豆子重傷倖存鬼化、炭治郎在山腳過夜直至翌日返家逃過一劫以外，自身連同竹雄、花子、茂、六太均死於該事件，成為炭治郎與禰󠄀豆子離鄉的開端。
竈門竹雄（／ Kamado Takeo）、花子（／ Hanako）、茂（／ Shigeru）、六太（／ Rokuta）
配音（竹雄）：大地葉（日本）；馮嘉德（台灣）；成樂怡【Viu】／劉惠雲【TVB】（香港）；叶知秋→關雲月（中國大陸）
配音（花子）：小原好美（日本）；錢欣郁（台灣）；楊穎詩【Viu】／葉曉欣【TVB】（香港）；闫夜桥→貞心（中國大陸）
配音（小茂）：本渡楓（日本）；連婉鈞（台灣）；梁珮瑤【Viu】／魏惠娥【TVB】（香港）；阎么么→葉知秋（中國大陸）
配音（六太）：古賀葵（日本）；錢欣郁（台灣）；李明心【Viu】（香港）；姜英俊（中國大陸）
炭治郎與禰󠄀豆子的弟妹們，依序為次男、次女、三男、四男。

### 煉獄家
煉獄瑠火（／ Rengoku Ruka）
配音：豐口惠（日本）；錢欣郁（台灣）；錢惠玲【Viu】／姜麗儀【通版1】（香港）；葉知秋（中國大陸）
演員（舞台劇）：大原万由子
槇壽郎的妻子，杏壽郎與千壽郎已病逝的母親。
煉獄千壽郎（／ Rengoku Senjurou）
配音：榎木淳彌（日本）；連婉鈞（台灣）；曾展弘【Viu】／陳浩鈿【通版1】（香港）；马斑马（中國大陸）
演員（舞台劇）：下川恭平
槇壽郎的次子，杏壽郎的弟弟。原本要以繼子為目標而努力，卻在發現自己沒有成為劍士的才能下(因日輪刀沒有變色)，因此選擇捨棄劍士的身分轉而找尋幫助別人的道路。

### 宇髄家
雛鶴（／ Hinatsuru）、牧緒（／ Makio）、須磨（／ Suma）
配音（雛鶴）：種崎敦美（日本）；龍顯蕙（台灣）；李潤知【通版1】（香港）；楚越（中國大陸）
配音（牧緒）：石上靜香（日本）；連婉鈞（台灣）；張希婷【通版1】（香港）；周一菡（中國大陸）
配音（須磨）：東山奈央（日本）；楊凱凱（台灣）；廖杏茵【通版1】（香港）；染音若蔡（中國大陸）
演員（舞台劇）：蛭薙ありさ（雛鶴）、倉持聖菜（牧緒）、西葉瑞希（須磨）
天元的三個妻子，皆為優秀的女忍者。雛鶴的性格冷靜和沉著，牧緒的性格豪邁與直爽，須磨的性格很膽怯又愛哭。三人曾為追查鬼的行蹤變裝混入吉原展開調查。

### 其他親屬
嘴平琴葉（／ Hashibira Kotoha）
配音：能登麻美子（日本）；錢欣郁（台灣）；姜嘉蕾【Viu】／鄭麗麗【TVB】（香港）；閆夜橋（中國大陸）
伊之助的母親，是個貌美、歌聲優美動人的年輕少婦，兒子伊之助也繼承自己出色的容貌。生前因為遭受丈夫與婆婆的虐待造成一眼失明，帶著還是嬰兒的伊之助逃跑時偶然獲得童磨收留。在童磨殺死丈夫與婆婆後，因為意外撞見童磨吃人察覺其鬼的身份，再度帶著伊之助逃跑且為保住兒子將其拋下懸崖，自身則被童磨殺害吃掉。
不死川恭梧（／ Shinazugawa Kyogo）、志津（／ Shizu）、貞子（／ Teiko）、壽美（／ Sumi）、就也（／ Syuya）、弘（／ Hiroshi）、琴（／ Koto）
配音（志津）：柚木涼香（日本）；錢欣郁（台灣）
配音（貞子）：和氣杏未（日本）；連婉鈞（台灣）
配音（壽美）：前田佳織里（日本）；馮嘉德（台灣）
配音（就也）：松岡美里（日本）；錢欣郁（台灣）
配音（小弘）：河瀨茉希（日本）；連婉鈞（台灣）
配音（小琴）：田中愛美（日本）；馮嘉德（台灣）
實彌和玄彌的雙親和弟妹，依序為父、母、長女、次女、三男、四男和五男。一家人都曾經被脾氣暴躁的父親給屢次家暴，在父親因多次對外得罪他人而遇刺身亡後，由志津、實彌和玄彌支撐家計。但是志津卻因不明原因變成鬼，因此親手殺死實彌和玄彌以外的所有孩子，因此被實彌拿著菜刀帶出窗外，暴露在太陽下而亡。
時透有一郎（／ Tokitou Yuuichirou）
配音：河西健吾（日本）；馮嘉德（台灣）
無一郎的雙胞胎兄長，性格惡劣而且毒舌，虽然表面上经常责骂弟弟無一郎的天真想法，但实际上十分很关心他。曾多次阻挠弟弟加入鬼杀队卻在11歲時遭遇鬼的襲擊失血過多離世，在临终前道出自己對弟弟的真心话和歉意。
時透家的雙親
配音（時透父親）：杉山紀彰（日本）；江志倫（台灣）
配音（時透母親）：沼倉愛美（日本）；錢欣郁（台灣）
時透兄弟的雙親，父親本業為樵夫，母親因為過度勞累而罹患肺炎，在時透兄弟10歲時父親為了替生病的妻子採集藥草，在一個暴風雨的晚上意外墜落山崖而離世，同時母親也在之後病逝。
甘露寺家的雙親
配音（甘露寺父親）：野島健兒（日本）；江志倫（台灣）
配音（甘露寺母親）：皆川純子（日本）；馮嘉德（台灣）
蜜璃的父親和母親。
富岡蔦子（／ Tomioka Tsutako）
義勇的姊姊，是個勇敢而溫柔的少女，在父母因病雙亡後就獨自撫養弟弟義勇。但是自己將要出嫁的前一天因為要保護弟弟義勇便犧牲自己將他藏匿起來免受於鬼的襲擊，自己遺留的緋紅色羽織由義勇所繼承。
狛治的父親
配音：飛田展男（日本）；孫中台（台灣）
慶藏（ Keizo）
配音：中村悠一（日本）；夏治世（台灣）
戀雪（／）
配音：Lynn（日本）；林美秀（台灣）
童磨的雙親
配音（童磨父親）：濱田賢二（日本）；蔣鐵城（台灣）
配音（童磨母親）：名塚佳織（日本）；連婉鈞（台灣）